# إيغور نيتو
إيغور نيتو (بالروسية: Игорь Александрович Нетто)‏، من مواليد 9 يناير 1930، وتوفي في 30 مارس 1999، لاعب كرة قدم سوفييتي سابق، ومدرب كرة قدم سوفييتي سابق. لعب مع منتخب الاتحاد السوفييتي لكرة القدم.

## مسيرته الكروية
لعب إيغور نيتو خلال مسيرته الاحترافية مع نادِ واحدٍ في تسعة عشر موسمًا وسجل خلالها 36 هدفًا ضمن 368 مباراة. حيث فاز في أربعة مواسم بالكأس وفي خمسة مواسم بالدوري.
خاض إيغور نيتو مسيرته مع نادي سبارتاك موسكو في موسم 1948 ليلعب معه تسعة عشر موسمًا، مشاركًا في 368 مباراة سجل خلالها 36 هدفًا.

## روابط خارجية
- إيغور نيتو على موقع الاتحاد الدولي (مؤرشف)  (الإنجليزية)
- إيغور نيتو على موقع قاعدة بيانات كرة القدم.إي يو (الإنجليزية)
- إيغور نيتو على موقع ناشيونال فوتبول تيمز (الإنجليزية)
- إيغور نيتو على موقع EliteProspects.com (الإنجليزية)
- إيغور نيتو على موقع أوليمبيديا (الإنجليزية)